# 阿闍羅山
阿闍羅山（あじゃらやま）は、青森県大鰐町と平川市にある標高709.2mの山である。
斜面は大鰐スキー場が造られており、山頂付近の高原地帯にはゴルフ場やホテルがある。
阿闍羅山の近くの東北自動車道にあるパーキングエリアは阿闍羅パーキングエリアと名付けられている。

## 大鰐スキー場の歴史
青森におけるスキー発祥の地である。明治の末、新潟県高田でオーストリアのレルヒ中佐から弘前第八師団で、大鰐出身の油川貞策が講習を受けて、スキー技術を伝えた。スキーは阿闍羅山麓の狐森付近ではじめて披露された。当時は一本杖を繰りながら滑るスキーであった。普通のストックの倍くらいもある長い一本杖で、山歩きに重点を置いたもので、幅広のスキーが使用されていた。油川はスキーの先駆者として技術の指導にあたり、大鰐にスキー場を開設するのに尽力した。
大正12年夏、当時全国スキー連盟会長であった稲田男爵が大鰐を訪れ阿闍羅山を視察して、スキー場には好適な地形と称賛したことから、地元では気勢が大いにあがり、その冬には万難を排して全日本スキー選手権大会の東北予選が開催されたが、観衆はほとんどいなかった。しかし、これが弾みになって大正11年に「大鰐スキー倶楽部」の組織がさらに強化され、第三回の全日本スキー選手権大会の誘致に成功した。油川貞策は部下を引率して大鰐に入り、スキー場を瞬く間に仕上げた。更に、ジャンプ台の新設や宿泊施設の充実などの難題を解決し大正13年全国スキー大会が実施され、以後の発展の端緒となった。
阿闍羅山がスキー場として便利ではなかった頃、人々は登山をして山頂下の山小屋に泊まり込んで春先のスキーツアーを楽しんでいた。それは、三月からの八甲田ツアーの前哨として親しまれていた。現在ゴルフ場になっている高原状の山麓一帯は昔は軍馬平と呼ばれ、無木立の原野が広々と続いていて、格好の初心者向けツアーコースになっていた。

## 山頂部
山頂部もまた高原状になっており、阿闍羅山大権現などの宗教施設や無線中継所、登山記念碑や整備記念碑、四阿などがある。ゴルフ場を通って、山頂部まで自動車で直接移動することができる。
中世のころ山頂に蔵館大円寺(くらだてだいえんじ)の阿弥陀如来像の大日堂、古懸(こがけ)の不動堂、久渡寺(くどじ)の観音堂の三堂が建てられ「阿闍羅千坊」と言われていた。

## 信仰
大円寺の社伝によると、大円寺の起源は奈良時代、聖武天皇の国分寺建立に際し、本尊大日如来を阿闍羅山の大安国寺に安置したことに始まる。後に大安国寺は荒廃し、1191年（建久2年）、阿闍羅山千坊と称された高伯寺に移奉された。
あじゃらとは不動明王の梵名である。中腹に雨池があって昔は水神を祀っていた。頂上付近の小屋には綺麗な水が湧いていて、頂上には小十和田の名のある小池があった。昔は「（大鰐村、蔵館村）両村の老若打集いて所願成就を願い、懺悔を唱えて登山し、山上の小祠を拝す。次いで小池小十和田を拝し、小さき白紙に三粒の米を包み、池中に投ず。沈めば納受ありて願望成就し、浮くものは心願かなわすとて後に来るとき戒慎す。…深く信ずるものは池中に霊牛の影を見るという。（新選陸奥国誌）」のように、お山参詣が行われていた。

## ねぷたの由来
伝説によると、坂上田村麻呂が阿闍羅山麓に籠もった獰猛な酋長大丈丸を容易に討ち得なかった。しばらくして一策を案じねぷたを作り囃も賑やかに、遂に賊徒を巣窟より誘引して奇勝を博したのが、この地方の風習として残されたという。

## 登山

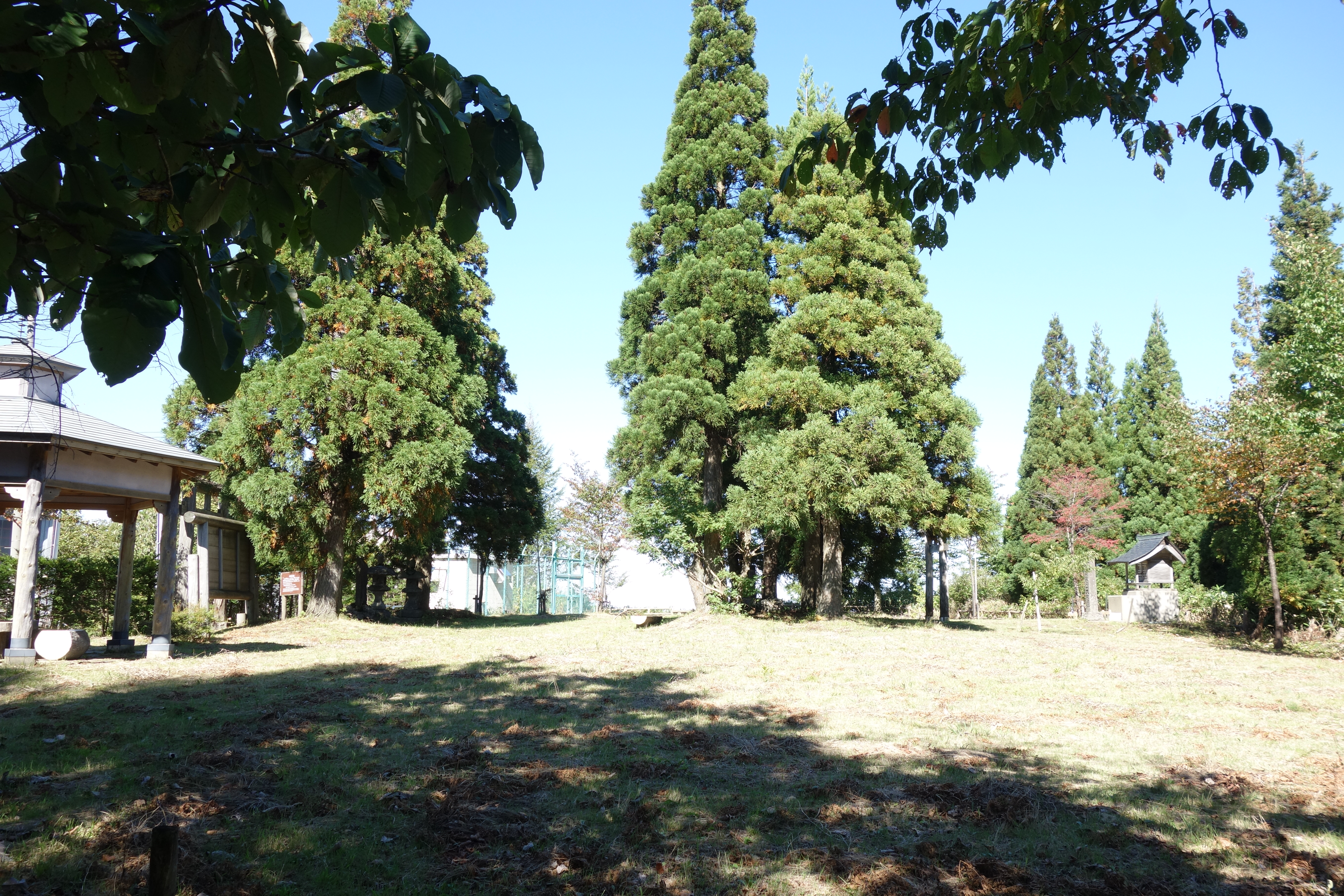
阿闍羅山山頂

JR長峰駅から東北自然歩道が山頂まである。下山はゴルフ場を通り過ぎトンネルを通り、月見橋を通って大鰐温泉駅までの道である。
「阿闍羅行者修行のみち」と銘々されている。急斜面では下草は多いが、整備はされている。

## 地形
約240万～130万年前に活動した碇ヶ関カルデラの中央火口丘が阿闍羅山である。岩石はデイサイトや安山岩からなる。

## シーハイルの歌
林柾次郎作詞で鳥取春陽作曲の「シーハイルの歌」という楽曲がある。この曲の1番の歌詞は「岩木の下ろしが　吹くなら吹けよ　山から山へと　われ等は走る　昨日は梵珠嶺（ぼんじゅね）　今日また阿闍羅（あじゃら）　煙立てつつ　おおシーハイル」となっている。
シーハイルとはドイツ語で「スキー万歳」という意味で、1929年1月20日に五所川原農学校スキー部監督の林によって阿闍羅山登山の前日に作詞された。翌日の阿闍羅山登山ではスキー部員は全員で歌を高唱したという。歌詞にある「岩木の下ろしと」は岩木山から吹き下ろす風である。また、「梵珠嶺」とは梵珠山のことである。
1960年（昭和35年）ダーク・ダックスによってレコードに収められ、冬山の歌として全国に知られるようになった。